# 碧音斗和
碧音 斗和（あおね とわ、9月19日 - ）は、宝塚歌劇団星組に所属する男役。
兵庫県西宮市、神戸松蔭中学出身。身長169cm。愛称は「あいり」。

## 来歴
2016年4月、宝塚音楽学校入学。
2018年4月、宝塚歌劇団に104期生として首席入団。星組宝塚大劇場公演『ANOTHER WORLD／Killer Rouge』で初舞台。
同年、星組に配属。

## 主な舞台

### 初舞台公演
- 2018年4月～6月、『ANOTHER WORLD／Killer Rouge』（宝塚大劇場）

### 星組配属後
- 2018年6月～7月、『ANOTHER WORLD』『Killer Rouge』（東京宝塚劇場）
- 2019年1月～3月、『霧深きエルベのほとり』 - 新人公演：ヨーニー（本役：天飛華音）『ESTRELLAS～星たち～』
- 2019年7月～10月、『GOD OF STARS-食聖-』 - 新人公演：シン（本役：極美慎）『Eclair Brilliant』
- 2019年11 - 12月、『ロックオペラ モーツァルト』（梅田芸術劇場・東京建物 Brillia HALL）
- 2020年2 - 3月、『眩耀（げんよう）の谷〜舞い降りた新星〜』 - 新人公演：ウルマン［汶族の男］（本役：天希ほまれ）『Ray-星の光線-』（宝塚大劇場）
- 2020年7 - 9月、『眩耀（げんよう）の谷〜舞い降りた新星〜』『Ray-星の光線-』（東京宝塚劇場）
- 2021年2 - 5月、『ロミオとジュリエット』
- 2021年7月、『VERDAD（ヴェルダッド）!!』（舞浜アンフィシアター）
- 2021年9 - 12月、『柳生忍法帖』 - 心華坊、新人公演：司馬一眼房（本役：ひろ香祐）『モアー・ダンディズム!』
- 2022年2月、『王家に捧ぐ歌』（御園座）
- 2022年4 - 5月、『めぐり会いは再び next generation-真夜中の依頼人（ミッドナイト・ガールフレンド）-』 - アルタイル『Gran Cantante（グラン カンタンテ）!!』（宝塚大劇場）
- 2022年9月、『ベアタ・ベアトリクス』（バウホール） - トーマス・ウールナー
- 2022年11 - 2023年2月、『ディミトリ〜曙光に散る、紫の花〜』 - 新人公演：ギオルギ（本役：綺城ひか理）『JAGUAR BEAT-ジャガービート-』
- 2023年4月、『Stella Voice』（バウホール）
- 2023年6 - 7月、『1789-バスティーユの恋人たち-』（宝塚大劇場）
- 2023年7 - 8月、『1789-バスティーユの恋人たち-』（東京宝塚劇場） - 新人公演：ジョルジュ・ジャック・ダントン（本役：天華えま）
- 2023年10 - 11月、『ME AND MY GIRL』（博多座）
- 2024年1 - 2月、『RRR×TAKA"R"AZUKA〜√Bheem〜（アールアールアール バイ タカラヅカ〜ルートビーム〜）』 - アルジュン『VIOLETOPIA（ヴィオレトピア）』（宝塚大劇場）
- 2024年2 - 4月、『RRR×TAKA"R"AZUKA〜√Bheem〜（アールアールアール バイ タカラヅカ〜ルートビーム〜）』 - アルジュン、新人公演：ペッダイヤ（本役：天華えま）『VIOLETOPIA（ヴィオレトピア）』（東京宝塚劇場）
- 2024年6月、『夜明けの光芒』（ドラマシティ・東京建物 Brillia HALL）
- 2024年8 - 12月、『記憶にございません!』 - 大臣、新人公演：鰐淵影虎（本役：碧海さりお）『Tiara Azul-Destino-（ティアラ・アスール ディスティーノ）』
- 2025年1 - 2月、『にぎたつの海に月出づ』（バウホール） - 中大兄皇子
- 2025年4 - 8月、『阿修羅城の瞳』 - 鬼『エスペラント！』
- 2025年9 - 10月、『アレクサンダー』（宝塚バウホール・東京建物 Brillia HALL）
- 2026年1 - 4月、『恋する天動説／DYNAMIC NOVA』

## 出演イベント
- 2019年4月、「中山寺　無縁経大会式」